# Sàtir (polític)
Sàtir (en llatí Satyrus, en grec antic Σάτυρος) era un polític de la Lliga Aquea. La Lliga el va enviar com a ambaixador a Roma l'any 164 aC, per intercedir davant el senat romà per l'alliberament dels ciutadans aqueus que havien estat enviats a Roma per instigació de Cal·lícrates de Leòntion, o almenys que fossin portats a judici. L'ambaixada no va tenir èxit i va haver de tornar a Grècia.